# Азербайджанский трубопрокатный завод
Азербайджанский трубопрокатный завод — советское металлургическое предприятие. Одно из крупнейших трубных предприятий СССР, специализировавшееся на производстве труб.

## История завода
Азербайджанский трубопрокатный завод основан в 1947 году в Сумгаите, на берегу Каспийского моря. В Азербайджане были расположены крупные нефтедобывающие предприятия, заводы по производству нефтебурового оборудования. Создание трубопрокатного завода позволило обеспечить комплексное развитие нефтедобывающей и нефтеперерабатывающей промышленности в Азербайджанской ССР.
В 1952 году построен трубопрокатный цех. Был введён в эксплуатацию ТПА 140 с автоматическим станом. В 1953 году построен мартеновский цех, включавший в себя 6 мартеновских печей по 150 тонн каждая. В 1954 году смонтирован и введён в эксплуатацию трубопрокатный агрегат ТПА 250-1 с автоматическим станом. В июле 1957 года сданы в эксплуатацию блюминг 850 и трубозаготовочный стан 700. В 1959 году смонтирован и введён в эксплуатацию трубопрокатный агрегат ТПА 250-2.
Трубопрокатное оборудование было спроектировано, изготовлено и поставлено Уралмашзаводом.
В трубопрокатном цехе были созданы отделения по производству обсадных, насосно-компрессорных, бурильных, катаных, крекинговых, конструкционных труб. Позднее были созданы специализированные участки по выпуску обсадных и насосно-компрессорных труб с высаженными концами и бурильных труб с приварными замками.

## Новейшая история завода
После распада СССР Азербайджанский трубопрокатный завод был доведён практически до полной остановки производства.
Реконструкция и восстановление завода начались в 2007 году. Восстановление и модернизация ТПА-250 позволили заводу приступить к коммерческому производству бесшовных труб диаметром от 114 до 245 мм с фактической производительностью 180 тысяч тонн в год.
С 2016 года завод входит в холдинг Baku Steel Company LLC.
На рынок Российской Федерации продукция завода поставляется через компанию «Азерпайп» (Москва).

## Руководители завода
- И. М. Усачёв (1971—1975)[2]